# 罗默尔凡
罗默尔凡（法語：Romelfing，法語發音：[ʁɔməlfɛ̃]）是法国摩泽尔省的一个市镇，属于萨尔堡-萨兰堡区。

## 地理
罗默尔凡（48°49'49"N, 7°1'30"E）面积10.69 平方千米，位于法国大東部大區摩泽尔省，该省份为法国东北部内陆省份，是洛林的一部分，西南接默尔特-摩泽尔省，东临下莱茵省，北与卢森堡和德国接壤。
与罗默尔凡接壤的市镇（或旧市镇、城区）包括：贝特尔曼、贝特博恩、费内特朗日、米特赛姆、基尔贝格。
罗默尔凡的时区为UTC+01:00、UTC+02:00（夏令时）。

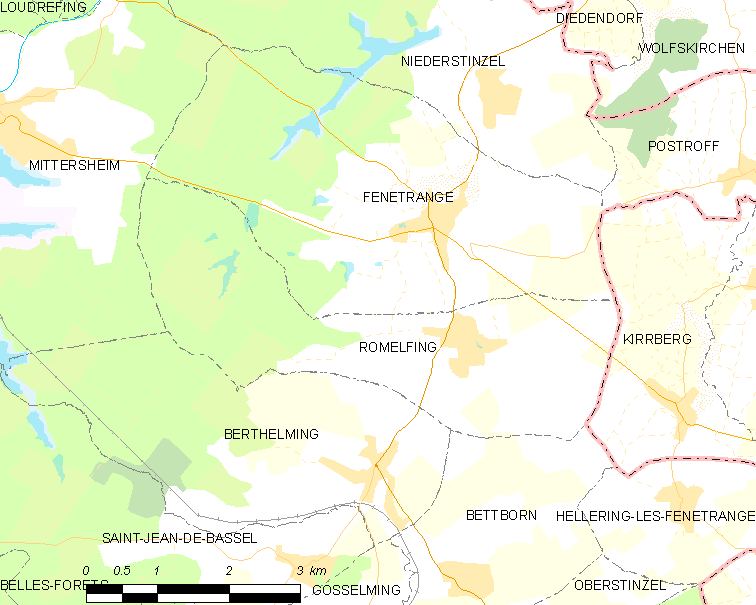
罗默尔凡的OSM定位图

## 行政
罗默尔凡的邮政编码为57930，INSEE市镇编码为57592。

## 政治
罗默尔凡所属的省级选区为萨尔堡县。

## 人口

1962-2008年间罗默尔凡人口变化图示

罗默尔凡于2022年1月1日时的人口数量为334人。